# Friedhelm Hoffmann
Friedhelm Hoffmann (* 12. Mai 1966 in Moers) ist ein deutscher Ägyptologe.

## Ausbildung und Laufbahn
Hoffmann begann nach dem Abitur in Moers 1985 und dem anschließenden Wehrdienst im Wintersemester 1986/1987 ein Studium der Ägyptologie, Latinistik und Germanistik an der Julius-Maximilians-Universität Würzburg. Dieses schloss er 1991 mit der Magisterarbeit „Ägypter und Amazonen, eine Neubearbeitung zweier demotischer Papyri“ ab. Anschließend erarbeitete er seine Dissertation zum „Papyrus Krall“ und dessen Stellung im sogenannten „Inaros-Petubastis-Zyklus“ und absolvierte von 1992 bis 1993 ein Aufbaustudium in Linguistischer Informations- und Textverarbeitung. Die Promotion erfolgte 1994.
1994 bis 1996 bearbeitete Friedhelm Hoffmann im Rahmen von Forschungs- und Ausbildungsstipendien des Deutschen Archäologischen Instituts (DAI) und der Deutschen Forschungsgemeinschaft (DFG) die demotischsprachigen Ostrakafunde der DAI-Ausgrabung in Elephantine und die demotischen Papyri in der Sammlung des Carsten-Niebuhr-Instituts in Kopenhagen. Im Anschluss war er bis Januar 2002 als wissenschaftlicher Assistent (danach bis Juli 2002 als wissenschaftlicher Oberassistent) am Institut für Ägyptologie der Universität Würzburg angestellt. Dort entstand auch seine Habilitationsschrift „Wort und Bild. Texte und Untersuchungen zur ägyptischen Statuenbeschreibung“, aufgrund derer er 2002 die Lehrberechtigung für die Ludwig-Maximilians-Universität München erhielt. Dort war er bis 2007 als Privatdozent tätig und erhielt ein Stipendium des Heisenberg-Programms der DFG. Anschließend erfolgte die Umhabilitierung an die Ruprecht-Karls-Universität Heidelberg, wo Hoffmann 2008 bis 2010 auch Mitarbeiter des Exzellenzclusters „Asien und Europa im globalen Kontext“ war.
Im Wintersemester 2009/2010 vertrat er die Professur für Wissenschaftsgeschichte an der Johann Wolfgang Goethe-Universität Frankfurt am Main, im Sommersemester 2010 die für Ägyptologie an der Ludwig-Maximilians-Universität München. Zum 1. September 2010 wurde er dort als Nachfolger von Günter Burkard zum Inhaber der zuvor von ihm vertretenen Professur berufen. In dieser Funktion ist er Vorsteher des Instituts für Ägyptologie und Koptologie der Universität. Seit dem Wintersemester 2013/2014 ist Hoffmann außerdem Vorstand und Sprecher des ArchaeoBioCenters der Universität München, seit dem Wintersemester 2014/2015 Vorstand und stellvertretender Sprecher des Münchner Zentrums für Antike Welten.

## Schriften
Nachstehende Liste umfasst lediglich die publizierten Monographien. Eine vollständige Liste, die auch die Herausgeberschaften, Aufsätze und sonstigen Publikationen umfasst, findet sich auf Hoffmanns Website an der LMU München.
- Ägypter und Amazonen. Neubearbeitung zweier demotischer Papyri. P. Vindob. D 6165 und P. Vindob. D 6165 A (= Mitteilungen aus der Papyrussammlung Erzherzog Rainer. Neue Serie, Band 24). Brüder Hollinek, Wien 1995, ISBN 3-85119-259-1.
- Der Kampf um den Panzer des Inaros. Studien zum P. Krall und seiner Stellung innerhalb des Inaros-Petubastis-Zyklus (= Mitteilungen aus der Papyrussammlung Erzherzog Rainer. Neue Serie, Band 26). Brüder Hollinek, Wien 1996, ISBN 3-85119-265-6.
- Ägypten. Kultur und Lebenswelt in griechisch-römischer Zeit. Eine Darstellung nach den demotischen Quellen (= Studienbücher Geschichte und Kultur der Alten Welt). Akademie-Verlag, Berlin 2000, ISBN 3-05-003308-8.
- mit Matthias Steinhart: Tiere vom Nil. Terrakotten aus dem griechisch-römischen Ägypten (= Ägyptische Terrakotten in Würzburg [Schenkung Gütte]. Heft 1). Reichert, Wiesbaden 2001, ISBN 3-89500-225-9.
- mit Joachim Friedrich Quack: Anthologie der demotischen Literatur (= Einführungen und Quellentexte zur Ägyptologie. Band 4). Lit, Münster 2007, ISBN 978-3-8258-0762-7 (2., neu bearbeitete und erheblich erweiterte Auflage, ebenda 2018).
- mit Martina Minas-Nerpel und Stefan Pfeiffer: Die dreisprachige Stele des C. Cornelius Gallus. Übersetzung und Kommentar (= Archiv für Papyrusforschung. Beiheft 9). Walter de Gruyter, Berlin/New York 2009, ISBN 978-3-11-020120-8.
- mit Matthias Steinhart: Griechische und ägyptische Gottheiten (= Ägyptische Terrakotten in Würzburg [Schenkung Gütte]. Heft 2: Götter I). Reichert, Wiesbaden 2016, ISBN 978-3-95490-207-1.
- mit Hans-Werner Fischer-Elfert: Die magischen Texte von Papyrus Nr. 1826 der Nationalbibliothek Griechenlands (= Ägyptologische Abhandlungen. Band 77). Harrassowitz, Wiesbaden 2020, ISBN 978-3-447-11201-7.
- mit Stefan Pfeiffer: Der Stein von Rosetta (= Reclams Universal-Bibliothek. Band 14200). Reclam, Ditzingen 2021, ISBN 978-3-15-014200-4.

Hoffmann ist Mitherausgeber der Fachzeitschrift für Demotistik und Koptologie „Enchoria“ (seit Band 28, der 2002/2003 erschien), der Fachzeitschrift „Münchner Ägyptologische Studien“ (MÄS, seit Band 57 „Ugarit-Verlag“), sowie der Publikationsreihen „Fotografie und Archäologie“ (seit Band 2, der 2012 erschien) und „Tuna el-Gebel“ (seit Band 3, der 2011 erschien).